# NGC 805
NGC 805 је лентикуларна галаксија типа SB0 у сазвежђу Троугао која се налази на NGC листи објеката дубоког неба. Удаљена је приближно 194 милиона светлосних година од Земље. Открио ју је немачки астроном Хајнрих Даре 26. септембра 1864.
Деклинација објекта је + 28° 48' 46" а ректасцензија 2h 4m 29,5s. Привидна величина (магнитуда) објекта NGC 805 износи 14,3 а фотографска магнитуда 15,3. NGC 805 је још познат и под ознакама UGC 1566, MCG 5-5-50, CGCG 503-82, CGCG 504-4, NPM1G +28.0063, PGC 7899.